# Oopart
Oopart és l'acrònim en anglès de Out of Place Artifact (literalment, ‘artefacte fora de lloc'). És un terme encunyat pel zoòleg americà Ivan T. Sanderson que fa referència a objectes paleontològics i arqueològics que en aparença s'han trobat en llocs on es creia impossible per les seves característiques (complexitat tecnològica, referències a la civilització actual, etc.) o perquè no hi hagi objectes semblants de la mateixa procedència.

## Interpretació popular
Molts cops, els creacionistes al·ludeixen a aquest tipus d'objectes per refutar la teoria de l'evolució o l'estimació científica de l'edat de la Terra. Els Oopart també els han utilitzat els aficionats a la ufologia i altres pseudociències com a base per a la teoria que la humanitat hauria estat fundada i/o alterada per civilitzacions extraterrestres molt més avançades o evolucionades, ja que des del seu punt de vista alguns dels pobles antics posseirien, precisament per aquest motiu, coneixements científics en determinades àrees almenys tan avançats com els actuals, així com tecnologia insòlita per al seu temps.

## Interpretació científica

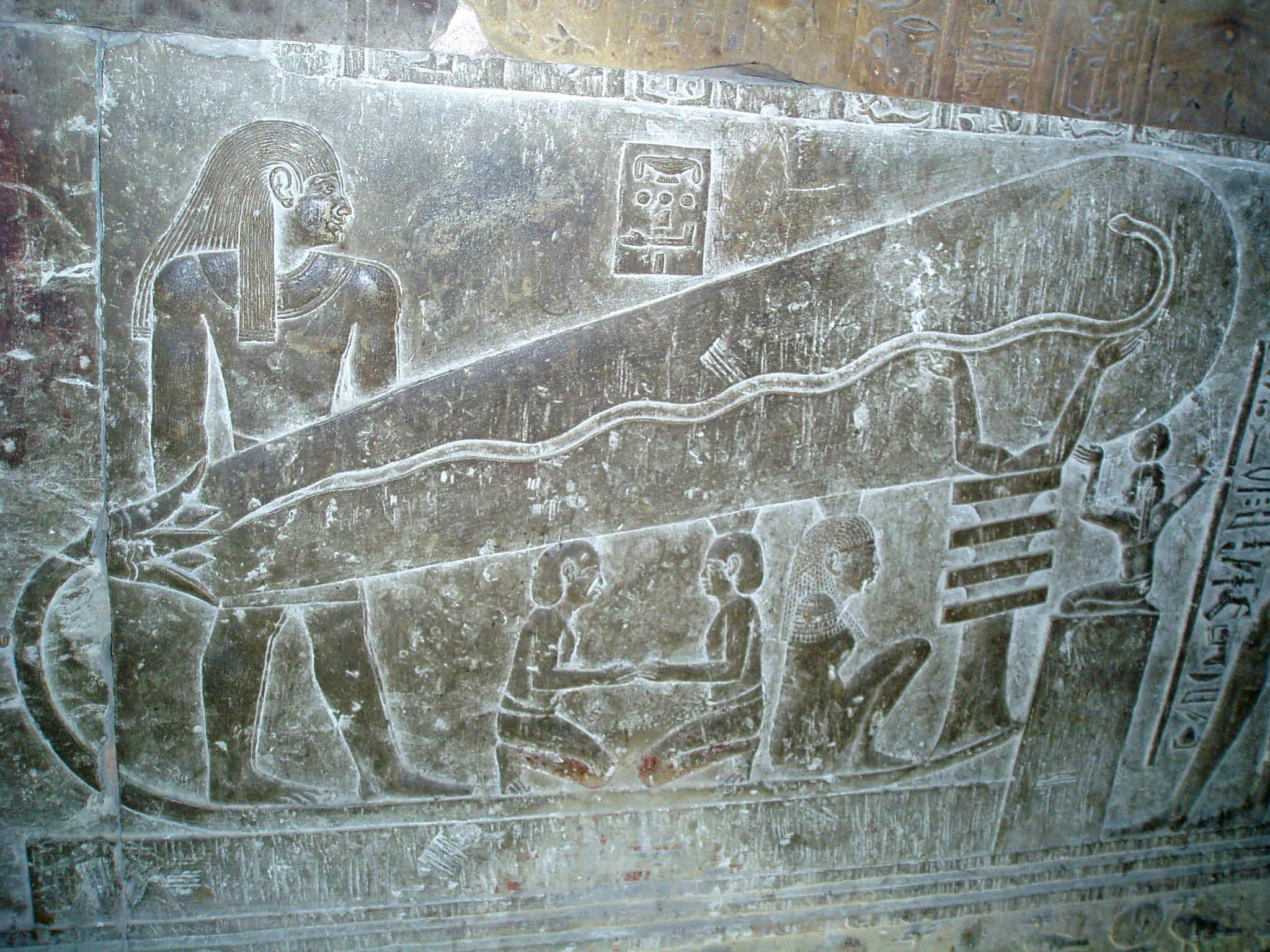
La interpretació com a dibuixos de bombetes dels relleus coneguts com a Delissis de Dendera, és un bon exemple de pareidolia

Si bé és cert les característiques aparentment extraordinàries d'alguns d'aquests objectes encara no posseeixen una interpretació des de l'arqueologia, paleontologia o altres àrees d'estudi, en general la comunitat científica es mostra escèptica enfront de les interpretacions que qualifiquen a aquests objectes com "fora de lloc". Un gran nombre d'aquestes han estat refutades com a productes de fenòmens com la pareidolia, la falsificació o simplement la ignorància respecte a les cultures que van produir l'objecte en qüestió, si bé hi ha algunes excepcions, com per exemple l'anomena’t mecanisme d'Anticitera, la tecnologia del qual es va considerar durant molt temps incongruent amb la datació arqueològica realitzada a aquest.

## Llista d'Ooparts
| Artefacte                            | Descripció | Ubicació cronològica       | Lloc de la troballa                                                     | Interpretació |
| ------------------------------------ | --- | -------------------------- | ----------------------------------------------------------------------- | --- |
| Ferro de Wolfsegg                    | Peça de ferro de forma més o menys cúbica                                                                             | Indeterminada              | Mina de Ferro a Àustria.                                                | Probablement un meteorit |
| Platets de Dropa o de Bayan Kara Ula | Platets amb inscripcions suposadament alienígenes                                                                     | Paleolític Superior        | Localitat de Nimu a la regió xinesa de Sichuan, a la frontera del Tibet | Tota l'evidència al voltant d'aquest cas és dubtosa, partint per la identitat dels seus descobridors.                                                                            |
| Font Magna                           | Bol de ceràmica amb suposada escriptura cuneïforme, sumèria i semita.                                                 |                            | Bolívia                                                                 | En estudi |
| Artefacte de Coso                    | Bugia trobada dins un tros d'argila petrificada.                                                                      | 500.000 anys d'antiguitat. | Olancha, Califòrnia.                                                    | Es tractaria d'una simple bugia utilitzada en treballs de mineria que va quedar embolicada en formigó.                                                                           |
| Esferes metàl·liques de Klerksdorp   | Boles de pirita acanalades d'origen suposadament artificial.                                                          | Període PreCambrià         | Ottosdal, Sud-àfrica                                                    | Nòduls de pirita d'origen metamòrfic, i nòduls de 'goethita' formats del desgast de la pirita.                                                                                   |
| Artefacte de Kingoodie               | Clau incrustat en pedra.                                                                                              | Cretaci                    | Kingoodie Quarry, Escòcia                                               | Es qüestiona l'origen poc clar de la descoberta. |
| Vas de Dorchester                    | Gerro de Argent i Zinc.                                                                                               | 100.000 anys d'antiguitat  | Massachusetts                                                           | Objecte desaparegut |
| Pedres d'Ica                         | Pedres de andesita amb enregistrats que representen dinosaures, tecnologia moderna i suposats éssers extraterrestres. | 12.000 anys d'antiguitat.  | Ica, Perú.                                                              | Falsificació. |
| Planador de Saqqara                  | Suposat model d'un avió modern.                                                                                       | 200 AC                     | Egipte                                                                  | Representació d'un Falcó. |
| Llums de Dendera                     | Jeroglífics que suposadament representen bombetes modernes.                                                           | segle IV AC                | Dendera, Egipte.                                                        | Pareidolia provocada per jeroglífics que representen una serp i una flor de lotus.                                                                                               |
| Cranis de vidre                      | Representacions de cranis humans tallats en vidre.                                                                    | 1400-1500 AC               | Lubaantún, en Yucatán i Belize                                          | Fabricats a Alemanya el s. XIX. |
| Bateria de Bagdad                    | Gerres utilitzades suposadament per generar electricitat.                                                             | 250 AC i 250 DC            | Bagdad, (Iraq)                                                          | L'absència de rastres d'algun electròlit, el baix potencial elèctric del sistema i l'absència d'usos pràctics per a l'electricitat en l'època qüestionen a l'objecte com Oopart. |
| Mapa de Piri Reis                    | Mapa d'origen otomà on es representa el continent americà i la costa no congelada de l'Antàrtida.                     | 1513                       | Istanbul, Turquia.                                                      | En estudi. |
| Figures d'Acámbaro                   | Figures d'argila cuita que representen dinosaures                                                                     | 6000 anys d'antiguitat     | Guanajuato, Mèxic.                                                      | Falsificació. |
| Jeroglífics egipcis del segle III    | Jeroglífics egipcis deixats d'usar més cinc segles abans, i a milers de quilòmetres d'Egipte                          | segle III                  | Iruña-Veleia, Espanya.                                                  | Falsificació. |
| Antena Eltanin                       | Artefacte en forma d'antena trobat al fons marí.                                                                      | Indeterminada              | Cap d'Hornos                                                            | Es tracta d'una Cladorhiza concrescens, una espècie d'esponja marina. |